# Тиште-Юмо
Тиште-Юмо — бог-покровитель общины марийского пантеона.

## Функции
Тиште юмо (также Мер юмо < русск. мир) был одним из высших богов мари, выступал покровителем общины, хранителем обычаев, гарантом клятв. Петрухин и Хелимский упоминают его после Пылвылвал юмо и Ош-Кече-кугу-юмо.

## Миф
Сохранился миф о Тиште юмо. Один мари отправился ловить рыбу. Закинув сеть в озеро, он принялся просить Тиште юмо послать богатый улов, обещая поставить богу свечу вдвое большую обычной величины. Увидев, что его желание исполнилось, мари стал насмехаться над доверчивостью Тиште юмо, говоря, что обещанной свечи у него нет. Тут сеть лопнула, и вся рыба ушла в воду.

## Близкие образы и культ
Мари юмо — бог-покровитель мари. Согласно источникам, мужчины и женщины собирались в священной роще. Потом съедали барана и кости сжигали вместе с салом — это была жертва. Давали обещание Мари юмо, что если всё будет хорошо, подарят ему барана (ср. греч. миф о том, как Прометей принёс в жертву богам кувшин с костями, укрытыми салом). По мнению исследователей, культ Мари юмо достаточно поздний, он мог возникнуть на основе культа Тиште юмо в связи с ростом этнического самосознания мари, в противовес русскому влиянию.